# مايكل فلين (كاتب)
مايكل فلين (بالإنجليزية: Michael Flynn)‏‏ (1947 - 30 سبتمبر 2023) كاتب، وروائي، وكاتب خيال علمي، وإحصائي من الولايات المتحدة.

## روابط خارجية
- مايكل فلين على موقع إن إن دي بي (الإنجليزية)